# Nicola Porpora
Pour les articles homonymes, voir Porpora (homonymie).
Nicola Antonio Giacinto Porpora, parfois appelé aussi Nicolò ou Niccolò, né le 10 août 1686 à Naples et mort le 3 mars 1768 dans la même ville, est un compositeur, un pédagogue et un maître de chant italien de la période baroque. Il fut un des compositeurs les plus célèbres de son époque, surtout dans le domaine de l'opéra, et se fit connaître dans plusieurs pays d'Europe comme l'un des maîtres de l'opera seria. Il eut notamment pour élèves Joseph Haydn et le castrat Farinelli.

## Naples
Porpora naquit à Naples le 10 août 1686, selon l'opinion du marquis de Villarosa, qui avait pris la date dans les registres de l'église San Gennaro all'Olmo où Porpora fut baptisé. À côté de cela, d'une lettre écrite de Naples au père Martini par Giuseppe Tibaldi le 16 avril 1760, on apprend que Porpora aurait eu alors soixante-seize ans, ce qui ferait remonter sa naissance à 1684.
Son père, libraire, chargé d'une famille nombreuse, prit la résolution de lui faire étudier la musique et obtint en 1696 son admission au Conservatoire dei Poveri di Gesù Cristo. Ses maîtres dans cette école furent Gaetano Greco, le père Gaetan de Pérouse et Francesco Manna. Le musicologue Charles Burney met aussi dans le nombre Alessandro Scarlatti.
Sorti du conservatoire, Porpora commença sa carrière de compositeur avec l'opéra Basilio re di Oriente au Teatro dei Fiorentini, qui venait d'être reconstruit. Sur la partition, il est indiqué que Porpora jouit du titre de maître de chapelle de l'ambassadeur du Portugal.

## À Rome pourBerenice
En 1710 il fut appelé à Rome pour écrire Berenice, opéra en trois actes qui reçut du public un accueil favorable. Haendel, qui se trouvait à Rome lorsque cet opéra fut représenté, rendit justice au mérite de la musique de Porpora, et, chose qui arrivait rarement, complimenta l'artiste napolitain pour son succès. Ces deux hommes, considérables chacun dans son genre, ne prévoyaient pas alors que plus tard ils deviendraient des ennemis irréconciliables.

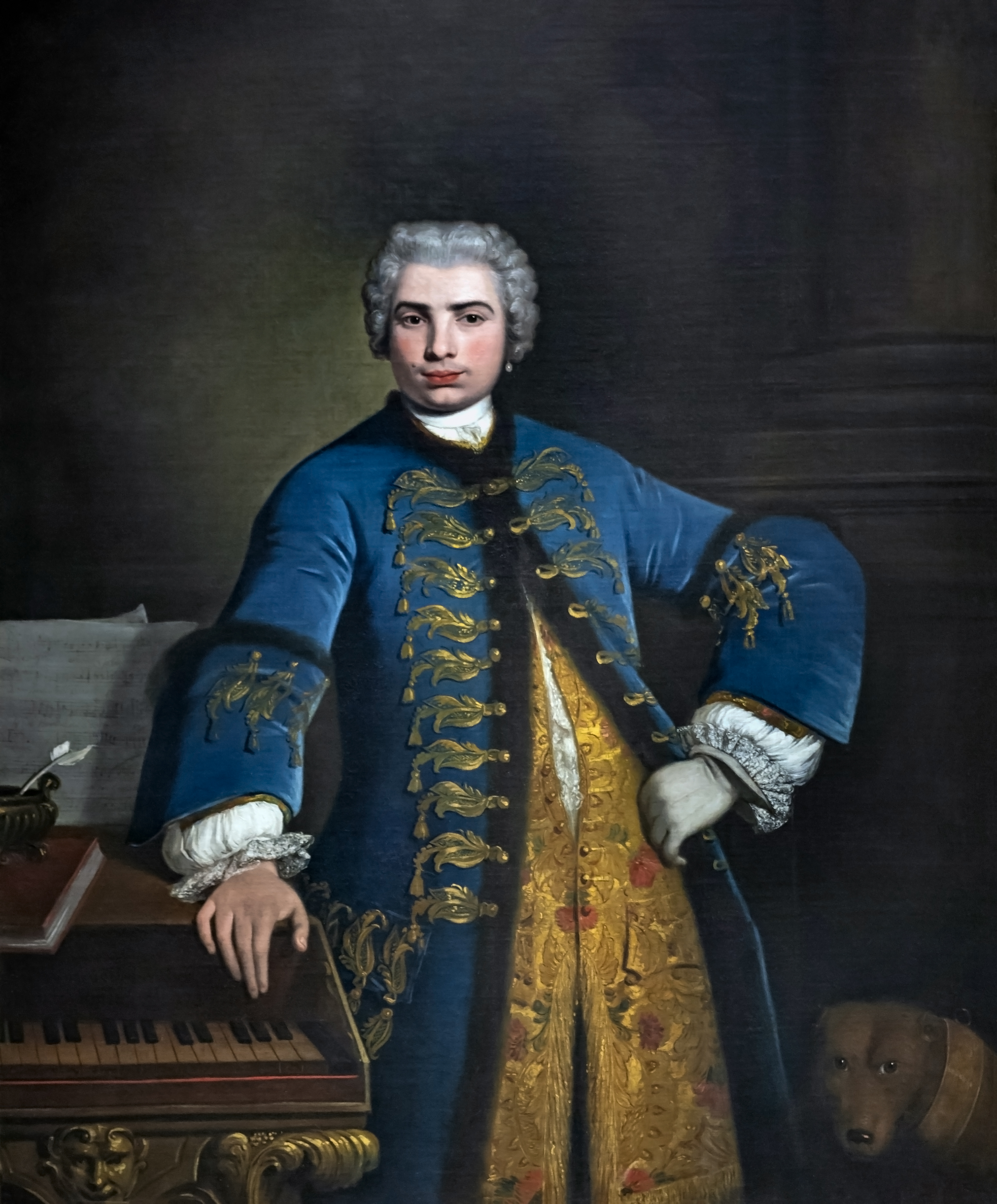
Farinelli par Bartolomeo Nazari

De retour à Naples, Porpora composa, pour l'antique théâtre San Bartolomeo, l'opéra en trois actes Flavio Anicio Olibrio, représenté au mois de décembre 1711. Après cette œuvre, le compositeur écrivit un grand nombre de messes, de psaumes et de motets pour la plupart des églises de la ville.
Parmi ses talents, il possédait particulièrement celui d'enseigner le chant, si bien qu'il ouvrit en 1712 une école qui devait devenir célèbre et où se formèrent Carlo Broschi dit « il Farinelli », Gaetano Majorana connu sous le nom de Caffarelli, Antonio Uberti dit «  il Porporino », du nom de son maître, Felice Salimbeni, Regina Mingotti, «  la Molteni » et beaucoup d'autres qui furent les plus grands chanteurs du XVIIIe siècle. Farinelli était incomparable surtout dans le canto di bravura et dans la vocalisation brillante. Porpora fut considéré comme le plus grand professeur de castrats du siècle. Les plus grands castrats, bien que devenus très riches et célèbres, venaient régulièrement faire contrôler leur voix par leur maître.
En 1719 Porpora donna au théâtre San Bartolomeo l'opéra Faramondo, qui fut très apprécié. La même année il fut nommé maître du conservatoire des Pauvres de Jésus-Christ. Rappelé à Rome, il y composa en 1721 l'opéra Eumene, représenté au théâtre Aliberti avec un très grand succès. De nouveau à Naples en 1722, il écrivit un oratorio, Il martirio di Santa Eugenia, qui fut considéré comme une de ses plus belles productions. Depuis le début des années 1720, son principal librettiste était Métastase.
L'année 1723 se caractérisa par une activité fébrile, puisqu'il écrivit, pour les noces du prince de Montemiletto, une cantate qui avait pour titre L'Imeneo et dans laquelle chanta son élève Farinelli, ensuite Amare per regnare, opéra représenté au théâtre San Bartolomeo, L'Adelaide interprétée à Rome, et une messe à cinq voix.
Sa réputation comme professeur de composition égalait celle qu'il avait acquise en qualité de maître de chant. Ce fut à lui qu'en 1724, à son arrivée à Naples, Hasse s'adressa pour qu'il le dirigeât dans ses études mais, comme il se présenta par la suite à Alessandro Scarlatti, il en résulta entre eux une mésentente qui ne fit qu'augmenter avec le temps. Porpora assura également la formation de Haydn à Vienne, qui était son assistant, Haydn qui aimait composer des opéras. Il assura aussi à Naples celle du grand Métastase, Pietro Trapassi, le plus grand librettiste de tous les temps, 50 livrets repris dans plus de 1 000 opéras. C'est à son cours que Métastase fit la connaissance de Farinelli, avec qui il entretint une correspondance quotidienne, chacun appelant l'autre cher gémeau.

## Vienne

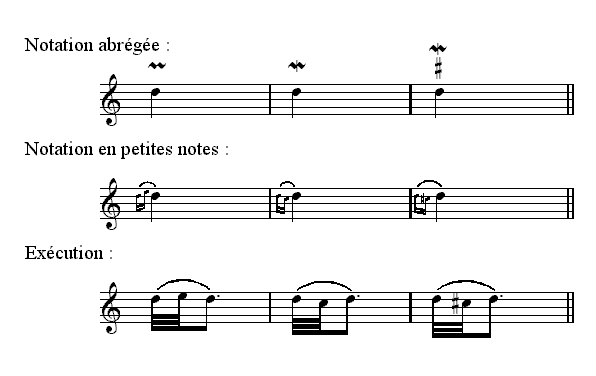
Exemple de mordant

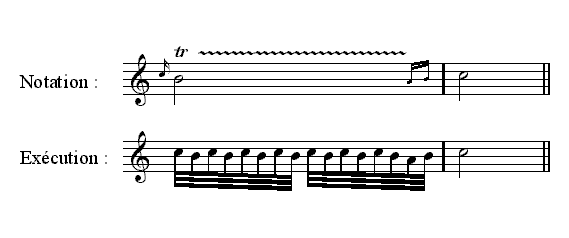
Exemple de trille

En 1725 Porpora se rendit à Vienne, où il fit écouter à la cour impériale quelques morceaux de ses opéras, qui cependant ne furent pas appréciés. L'empereur Charles VI, qui n'aimait pas les ornements du chant italien et qui avait particulièrement en aversion les trilles et les mordants, que Porpora utilisait largement dans ses compositions, ne lui confia le soin d'écrire aucun opéra.
Il entretenait cependant l'espoir de persuader l'empereur de la qualité de sa musique et de recevoir quelque récompense dont il avait bien besoin, mais longtemps il chercha en vain l'occasion de faire exécuter quelque chose de lui dans la chapelle impériale, et il se serait même trouvé dans l'impossibilité de se procurer de quoi vivre si l'ambassadeur de Venise ne l'avait reçu et ne lui avait fait obtenir la faveur de pouvoir écrire un oratorio pour le service de l'empereur.
Porpora se mit donc à cette composition pour laquelle on lui avait recommandé de se modérer dans l'usage des fioritures. L'empereur, assistant à une des répétitions, fut fasciné de trouver un style simple où n'apparaissait pas une seule de ces fioritures qui ne lui plaisaient pas, mais le compositeur avait préparé pour la fin une surprise inattendue, et qui eut le succès prévu. Le thème de la fugue finale commençait par quatre notes ascendantes sur lesquelles il avait placé un trille ; cette série de trilles, répétée à toutes les entrées par les diverses voix, devenait une bouffonnerie des plus agréables lorsque, dans le stretto, toutes les voix faisaient entendre une longue série de trilles qui se reprenaient de façon interchangeable. Malgré son caractère très sérieux, l'empereur fut pris d'un rire irrésistible et il récompensa généreusement l'auteur.

## Venise et Londres
Au retour de ce voyage, il s'arrêta à Venise, où il fut engagé pour composer l'opéra Siface en 1726 au théâtre de San Giovanni Crisostomo. Le succès qu'il obtint lui valut le poste de maître du conservatoire des Incurables. Toujours à Venise, il fit représenter la même année Imeneo in Atene et, en 1727, Arianna e Teseo, considéré comme un de ses meilleurs opéras. C'est à la même époque qu'il écrivit pour les élèves de ce conservatoire douze cantates dont la première édition parut à Londres en 1735.
En 1729 le maître italien se vit invité dans la capitale anglaise par les ennemis de Haendel, mais avant de s'y rendre il s'arrêta en route à Venise, où il fit représenter, avec un grand succès, la Semiramide riconosciuta.
En 1731 et en 1733, il séjourna à Venise pour y faire représenter les opéras Annibale et Mitridate.
Arrivé à Londres, il prit possession de sa nouvelle charge. Le chanteur Senesino, brouillé avec Haendel, avait fondé aux Lincoln's Inn Fields une compagnie du nom d'« Opera of the Nobility », en rivalité avec la Royal Academy of Music de Haendel. Compositeur attitré de l'Opera of the Nobility, Porpora tenta de triompher sur Haendel, qui devait supporter lui-même les frais de ses spectacles. Des pertes considérables furent enregistrées des deux côtés, et Porpora comprit alors que, pour s'assurer un avantage sur l'adversaire, il devrait appeler Farinelli à Londres ; aussi négocia-t-il l'affaire. La première saison, celle de 1733-1734, n'obtint que peu de succès. Toutefois, grâce à Farinelli et Senesino, il remporta pendant un moment la victoire sur Haendel, ce qui n'empêcha pas les deux compagnies rivales de péricliter.
Il resta jusqu'en 1736 à Londres, où il publia sous le titre de Sinfonie un recueil de ses meilleures cantates et de ses sonates pour violon et basson. Habituée à la musique nerveuse et pleine d'invention de Haendel, la nation anglaise ne goûtait pas les œuvres dramatiques de Porpora, dont le style, pourtant plein de mélodie, manquait de chaleur et de nouveauté. Mais la grande réputation dont il jouissait à Londres comme maître de chant aurait pu faire sa fortune si son ambition d'artiste s'était bornée à donner des leçons de cet art qu'il possédait comme peu.

## Venise, la cour de Saxe et Vienne
En 1736 il quitta l'Angleterre pour s'établir à Venise, où, la même année, il donna son opéra Rosdale. Après quoi on perd sa trace jusqu'en 1744, où on le retrouve à l'occasion de la représentation de l'opéra Le nozze di Ercole ed Ebe et d'un Stabat Mater pour deux sopranos et deux contraltos en 1745.
En 1748, Porpora fut nommé maître de chapelle du prince-électeur de Saxe. Arrivé à Dresde, il y fut bien accueilli et très vite il jouit d'une faveur sans limites auprès de la princesse Marie Antonia Walpurga, épouse de Frédéric IV de Saxe. Elle apprit auprès de lui non seulement l'art du chant mais aussi celui de la composition. Cependant il retrouva aussi à Dresde son rival de toujours, Hasse, et finit par quitter la Saxe en 1752.
À cette époque, l'ambassadeur de Venise à Vienne, Pietro Correr, rappela le vieux maître en Autriche. Porpora y passa plusieurs années et, pendant ce séjour, Haydn devint son élève. Haydn habitait chez Porpora et, en échange de ses leçons de musique, il lui servait de valet et d'accompagnateur au clavier. Haydn devait déclarer plus tard que Porpora lui avait enseigné les « véritables fondements de la composition ».
Ce fut sans doute grâce à la générosité de l'ambassadeur de Venise que Porpora eut les moyens de publier ses Sonates XII pour violon et basso continuo («  dédiées à S.A.R la princesse-électrice de Saxe Marie Antonia Walpurga de Bavière par Niccolò Porpora, maître de chapelle de S.M. le roi de Pologne. À Vienne en Autriche, 1754. En vente chez le signor Frederico Bernardi, libraire de la cour impériale »). Dans l'épître dédicatoire de cette œuvre le compositeur dit avoir fait usage des échelles diatonique et  chromatique ainsi que de l'enharmonie.
Il quitta Vienne pour retourner à Naples. Peu après, il fit représenter son dernier opéra, Il trionfo di Camilla. De 1758 à 1761, il enseigna au Conservatoire de Santa Maria di Loreto, de 1760 à 1761 au Conservatoire de Sant'Onofrio a Porta Capuana, et en 1758, il succéda à Girolamo Abos comme maître de chapelle de la cathédrale.
En littérature, Porpora tient une place importante dans le roman Consuelo, de George Sand, paru en 1843. Il y est le maître de la jeune cantatrice Consuelo, dite la Porporina.

## Œuvres

### Opéras
- Agrippina (Naples, 1708; livret de Giuseppe Domenico de Totis; prologue et modifications de Nicolò Giuvo)[4]
- Basilio, re di Oriente (Naples, 1709)
- Berenice (Rome, 1718)
- Temistocle (Apostolo Zeno kjjj

Vienne 1718)
- Faramondo (Naples, 1719)
- Angelica e Medoro (Naples, 1720)
- Gli orti Esperidi (Naples, 1721)
- Eumene (Apostolo Zeno ; Rome, 1721)
- Calcante ed Achille (1722)
- Flavio Anicio Olibrio (Rome, 1722)
- L'Imeneo (Naples, 1723)
- Adelaide (Antonio Salvi ; Rome, 1723)
- Didone abbandonata (Reggio nell'Emilia, 1725)
- Siface (Milan, 1725)
- Imeneo in Atene (Venise, 1726)
- Meride e Selinunte (Venise, 1727)
- Ezio, dramma per musica in 3 atti, livret de Pietro Metastasio (1728) Teatro San Giovanni Grisostomo de Venise avec Giuseppe Maria Boschi, Domenico Gizzi et Nicolò Grimaldi
- ''Semiramide riconosciuta, dramma per musica in 3 atti, livret de Metastasio avec Carlo Broschi "Farinelli", Grimaldi, Gizzi et Boschi (Venise, 1729) Teatro San Giovanni Grisostomo
- Ermenegilda (Naples, 1729)
- Tamerlano(Turin, 1730)
- Poro (Turin, 1731))
- Annibale (Venise, 1731)
- Germanico in Germania (Rome, 1732)
- Issipile (Rome, 1733)
- Ferdinando (Londres, 1734)
- Ifigenia in Aulide, opera eroica in 3 atti, libretto di Paolo Rolli, 1735 au Her Majesty's Theatre de Londres avec Farinelli per l'Opera of the Nobility
- Polifemo, opera eroica in 3 atti, livret de Paolo Rolli, 1735 au Her Majesty's Theatre de Londres pour l'Opera of the Nobility. Cet opéra comporte la célèbre aria "Alto giove"
- Mitridate, opera eroica in 3 atti, livret de Colley Cibber, 1736 au Her Majesty's Theatre de Londres pour l'Opera of the Nobility (première version à Rome en 1730)
- Rosdale (Venise, 1736)
- Lucio Papirio (Venise, 1737)
- Le nozze di Ercole ed Ebe (Naples, 1739)
- Il trionfo di Camilla (Naples, 1740)
- Tiridate, livret de Pietro Metastasio (Teatro San Carlo de Naples, 1740) avec Anna Maria Strada et Gaetano Majorano

- Statira (Francesco Silvani ; Venise 1742)
- Partenope (Naples, 1742)

Carlo il Calvo opera seria, 1738 créé à Rome

### Oratorios
- Gedeone
- Il martirio di Santa Eugenia (Naples, 1722)
- I martìri di San Giovanni Nepomuceno
- Il verbo incarnato
- Davide
- Il trionfo della divina giustizia

### Musique instrumentale
- 6 sinfonie da camera a 3, op. 2 (1736, Londres)
- 6 sonate per 2 violini, 2 violoncelli e basso continuo (clavicembalo) (1745, Londres)
- 12 sonate per violino e basso (1754, Vienne)
- Ouverture roiale per orchestra (1763)
- Concerto in sol maggiore per violoncello e archi
- Concerto per flauto e archi
- Sonata in fa maggiore per violoncello e basso continuo
- 2 fughe per clavicembalo